# Rhamphomyia robustior
Rhamphomyia robustior är en tvåvingeart som beskrevs av Frey 1922. Rhamphomyia robustior ingår i släktet Rhamphomyia och familjen dansflugor. Inga underarter finns listade i Catalogue of Life.